# Невський експрес
Невський експрес (рос. Невский экпресс; № 167В/168В) — швидкісний пасажирський поїзд, що курсує між Москвою і Санкт-Петербургом. Поїзд був введений в експлуатацію в 2001 році і багато в чому аналогічний діючому у 1963–2010 роках на цьому ж маршруті швидкісному поїзду «Аврора».
На відміну від діючих в 1984–2009 роках на цьому ж маршруті швидкісного електропоїзда ЕР200, у якого всі вагони (крім головних) є моторними, потяг «Невський експрес» складається з електровоза (ЧС200 або ЕП20), 11 пасажирських вагонів і одного вагона-ресторану (виробництва Тверського вагонобудівного заводу).
До складу поїзда входять вагони з сидячими місцями II класу. Кількість посадочних місць у вагоні з сидячими місцями — 48 місць у вагоні з 6-містним купе і 68 місць у вагоні з салоном відкритого типу.
Час у дорозі — 4:10. Швидкість руху поїзда — до 200 км/год (конструкційна — 220 км/год). Поїзд прямує без зупинок.
Вагони поїзда «Невський експрес» оснащені м'якими кріслами, Квиток бізнес-класу передбачає харчування, свіжу пресу і предмети гігієни.
У квітні 2008 року РЖД оголосили, що за фактом запуску проекту високошвидкісної магістралі Санкт-Петербург — Москва ВСЖМ-1 необхідність у цих поїздах відпаде і вони будуть виведені з розкладу. Однак після початку руху швидкісних потягів «Сапсан» в ряді засобів масової інформації з'явилися повідомлення з посиланням на прес-службу ВАТ «РЖД» про те, що поїзд продовжить курсувати. Поїзд був відновлений в розкладі з 6 червня 2010 року.

## Інциденти
- Катастрофа поїзда «Невський експрес» у 2007 році
- Катастрофа поїзда «Невський експрес» у 2009 році